# Physogyra
Physogyra är ett släkte av koralldjur. Physogyra ingår i familjen Euphyllidae.
Kladogram enligt Catalogue of Life:
| Physogyra | \| \| Physogyra exerta \| \| \| \| \| \| Physogyra lichtensteini \| \| \| \| |
|           | \| \| Physogyra exerta \| \| \| \| \| \| Physogyra lichtensteini \| \| \| \| |
|           | Euphyllia                                                                    |
|           |                                                                              |
|           | Nemenzophyllia                                                               |
|           |                                                                              |
|           | Plerogyra                                                                    |
|           |                                                                              |
|           | Physogyra exerta                                                             |
|           |                                                                              |
|           | Physogyra lichtensteini                                                      |
|           |                                                                              |

|  | Physogyra exerta        |
|  |                         |
|  | Physogyra lichtensteini |
|  |                         |